# Aniela Tułodziecka
Aniela Tułodziecka (ur. 28 stycznia 1853 w Osieczu Wielkim, zm. 11 października 1932 w Poznaniu) – polska działaczka społeczna i oświatowa, wieloletnia przewodnicząca Towarzystwa „Warta”, wiceprzewodnicząca i członkini honorowa Narodowej Organizacji Kobiet.

## Życiorys
Była córką zarządcy Dąbrowy Starej i późniejszego dzierżawcy Osiecza Wielkiego – Antoniego i jego żony Pelagii z domu Lipińskiej. W 1866 roku zamieszkała w Poznaniu i kształciła się na pensji Antoniny Estkowskiej. W okresie nasilenia akcji germanizacyjnej uczestniczyła w tajnym nauczaniu języka polskiego. Zainicjowała powstanie 29 maja 1894 roku w Poznaniu Towarzystwa Przyjaciół Wzajemnego Pouczania się i Opieki nad Dziećmi „Warta” i przez kilkadziesiąt lat koordynowała jego działalność, zarówno jawną (obejmującą głównie opiekę nad ubogimi i upośledzonymi dziećmi z Poznania), jak i tajną, polegającą na kształceniu polskich kadr pedagogicznych, opracowywaniu programów nauczania, redakcji i wydawaniu polskich podręczników. Tułodziecka zorganizowała także bibliotekę pedagogiczną oraz prowadziła kursy dla rodziców, a w 1899 roku uruchomiła przytułek dla dzieci.
Reprezentowała wielkopolskie środowisko kobiece na zjazdach kobiet z trzech zaborów. Na wiec, który zorganizowała 10 maja 1908 roku, jako sprzeciw wobec zaostrzeniu ustaw zaborcy dotyczących języka polskiego i wywłaszczania Polaków, przybyło około 2000 kobiet z różnych regionów; na wiecu w 1912 roku pojawiło się już około 5000 kobiet. Wsparcie dla wieców przesyłali Tułodzieckiej listownie m.in. Henryk Sienkiewicz i Eliza Orzeszkowa.
Wielokrotnie była celem represji władz niemieckich, m.in. w 1913 roku odbyła 12-dniową karę więzienia (2–14 czerwca 1913 roku). Kara została wymierzona za kursy dla rodziców: uznano je za publiczne zebranie w języku polskim; pierwotnie karą była grzywna, której Tułodziecka nie zapłaciła.
W 1919 została wiceprzewodniczącą Narodowej Organizacji Kobiet, którą to funkcję pełniła do 1927. Była także przewodniczącą oddziału NOK w Poznaniu. W roku 1920 Towarzystwo „Warta” przekazało swoje zbiory książkowe i pomoce naukowe poznańskim szkołom powszechnym. W latach 20. Aniela Tułodziecka pełniła funkcję pomocnika inspektora szkolnego w Poznaniu. W uznaniu zasług została mianowana honorowym inspektorem szkolnym. W 1927 roku zrezygnowała z funkcji przewodniczącej „Warty”. W listopadzie 1928 została członkinią honorową Narodowej Organizacji Kobiet.
Społecznie działała w Wielkopolsce doby zaborów także siostra Anieli, Zofia Tułodziecka. Z kolei dwaj starsi bracia brali udział w powstaniu styczniowym (jeden zginął), a ich ojciec w 1863 roku został aresztowany i uwięziony na 6 tygodni za ukrywanie powstańców.

## Ordery i odznaczenia
- Krzyż Oficerski Orderu Odrodzenia Polski (27 listopada 1929)[10]
- Krzyż Kawalerski Orderu Odrodzenia Polski (2 maja 1923)[11][12]

## W kulturze
Jest jedną z bohaterek polskiego serialu historycznego Najdłuższa wojna nowoczesnej Europy w reżyserii Jerzego Sztwiertni. Odtwórczynią jej roli była Elżbieta Kępińska.